# Orgue portàtil

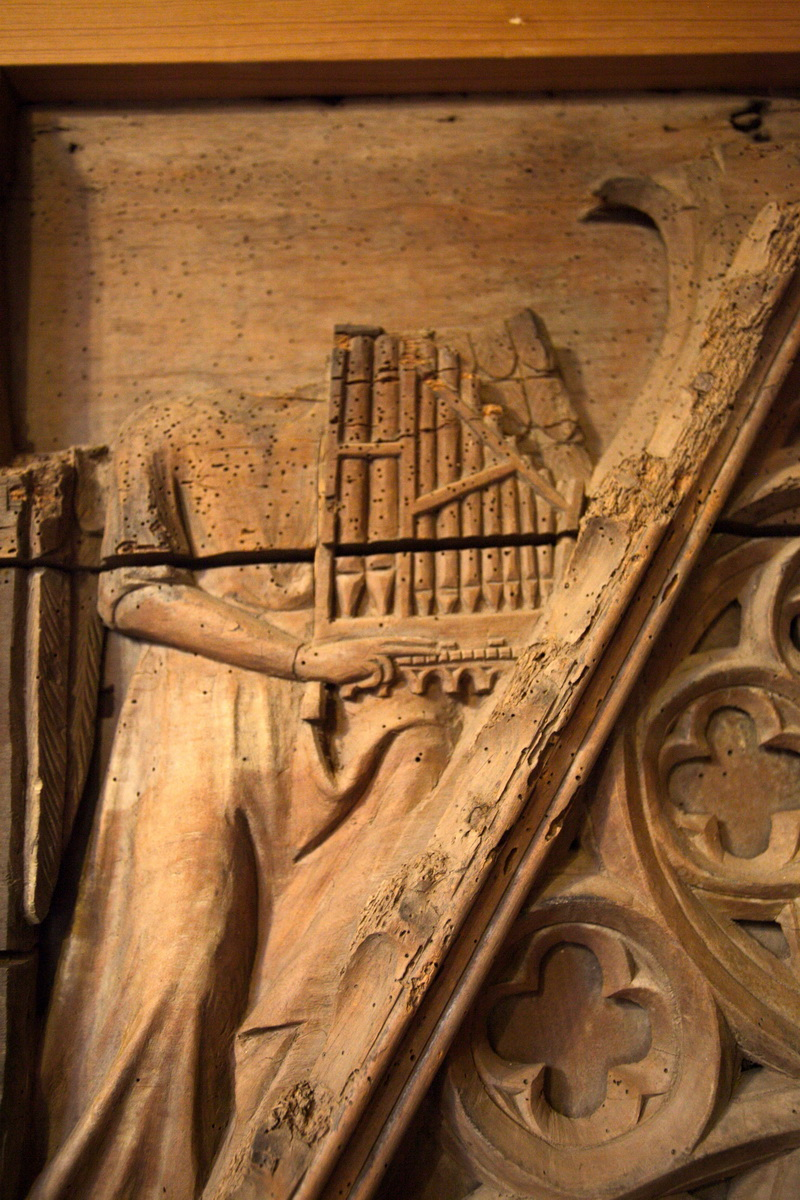
Representació d'un orgue portàtil a l'antic cadiram del cor de la catedral de Girona, actualment a la Fundació Maurí

L'orgue portàtil, orgue portatiu, orgue de mà o orgue de coll és un orgue de reduïdes dimensions, usat durant l'Edat Mitjana i el Renaixement.
El teclat de l'orgue portàtil, que no solia sobrepassar les dues octaves, estava format de botons i al renaixement amb tecles. A cadascun dels botons o tecles li corresponia un tub, generalment, fet de metall. Aquests tubs solien disposar-se formant una o dues fileres (encara que hi ha alguns exemplars italians que presenten tres), i fins i tot sembla que més d'un registre (més d'un tub per tecla).
Per tocar aquest petit òrgan, l'intèrpret ho portava penjat del coll o de l'espatlla o recolzat sobre la cuixa o un altre suport, i es feia anar el tecla amb els dits de la mà dreta, mentre que l'esquerra accionava una manxa situada en la part posterior o inferior (per aquest motiu, s'emprava per acompanyar actes processionals o formant part de petits grups instrumentals).
L'orgue portàtil va aparèixer aproximadament durant el segle xiii, i el seu ús es va generalitzar al segle xiii i xiv, desapareixent pràcticament a mitjan segle xvi, a causa del desenvolupament i proliferació d'altres òrguens. Les primeres dades de la presència de l'orgue en la Península daten de mitjan segle XIII. Va estar molt present en la cort de la Corona d'Aragó, on es coneixia com a orgue de coll o orgue de mà.